# Polis Akademisi ve Koleji
Pour les articles homonymes, voir Polis (homonymie).
Polis Akademisi Ankara était la section de hockey sur glace du club omnisports Polis Akademisi ve Koleji SK, club d'Ankara en Turquie.

## Palmarès
- Champion de la Super ligue à six reprises : 2001, 2004, 2005, 2006, 2008, 2009